# Phthirusa lobaterae
Phthirusa lobaterae är en tvåhjärtbladig växtart som beskrevs av G. Ferrari. Phthirusa lobaterae ingår i släktet Phthirusa och familjen Loranthaceae. Inga underarter finns listade i Catalogue of Life.